# Orgel der Dominikanerkirche Vilnius
Die Orgel der Dominikanerklosterkirche Heilig Geist in Vilnius ist die einzige erhaltene Orgel von Adam Gottlob Casparini. Sie ist überwiegend im Originalzustand von 1776 erhalten und gilt als bedeutende Barockorgel. Sie hat 31 Register mit zwei Manualen. Die Orgel befindet sich in der Katholische Heilig-Geist-Kirche, in der Altstadt Vilnius.

## Geschichte

### Orgelneubau 1774–1776
Nachdem die vorherige Orgel mit der Kirche 1770 abgebrannt war, wurde Adam Gottlob Casparini aus Königsberg gebeten, ein neues Instrument zu bauen.
Der Vertrag wurde am 19. Januar 1774 geschlossen, ihm wurden 350 Goldstücke zugesagt. Von diesem Jahr ist eine Inschrift in der Windlade des Cymbelregisters von seinem Schüler Christoph Braveleit erhalten, der offensichtlich an den Arbeiten beteiligt war. Der Prospekt wurde von Johann Holz aus Vilnius gestaltet, acht Skulpturen von Anton Grosman geschnitzt. Die Orgel wurde im Frühjahr 1776 fertiggestellt, eine Inschrift nannte den 20. März. Bis 1787 wurden Bemalungen und Vergoldungen angefertigt.
Im 19. Jahrhundert wurden einige kleinere Arbeiten durchgeführt.
Um 1900 wurde die Klaviatur der Manuale und des Pedals ausgetauscht.

### Restaurierung 1995–2006
Seit 1995 war die Orgelbaufirma von Rimantas Gučas aus Vilnius mit der Restaurierung der Orgel beschäftigt. Parallel dazu wurde seit 2000 eine Rekonstruktion des Instruments für die Christ Church in Rochester, New York begonnen. Diese sollte durch ausführliche Analysen die Kenntnis über die Bauart des Instruments erweitern und damit die Restaurierung in Vilnius unterstützen. Das Register Vox humana musste neu angefertigt werden, da es nicht mehr im Original vorhanden war. Die Klaviatur des Manuals konnte aus erhaltenen Teilen der Casparini-Orgel aus Barciany (Barten) angefertigt werden.
2006 waren die Restaurierungsarbeiten abgeschlossen.

## Disposition
Die Orgel ist in ihrem Grundbestand im Wesentlichen in der Originalfassung erhalten. Das Register Vox Humana 8′ wurde neu angefertigt.
Die Disposition lautet wie folgt:
| I Hauptwerk C–c3 |        |
| Bordun           | 16′    |
| Principal        | 8′     |
| Hohlflaut        | 8′     |
| Quintatena       | 8′     |
| Octava Principal | 4′     |
| Flaut Travers    | 4′     |
| Qvinta           | 3′     |
| Super Octava     | 2′     |
| Flasch Flöt      | 2′     |
| Tertia           | 1 3⁄5′ |
| Mixtura V        |        |
| Trompet          | [8′]   |

| II Pozytyff C–c3 |           |
| Iula             | 8′        |
| Principal Amalel | 8′        |
| Flaut Major      | 8′        |
| Unda Maris       | 8′        |
| Principal        | [4′]      |
| Spiel Flöt       | 4′        |
| Flaut Minor      | 4′        |
| Octava           | 2′        |
| Wald Flöt        | 2′        |
| Mixtura IV       |           |
| Vox Humana       | 8′ (rek.) |

| Pedall C–c1        |       |
| Principal Bass     | 16′   |
| Violon Bass        | [1]6′ |
| Full Bass          | 12′   |
| Octava Bass        | 8′    |
| Flaut & Quint Bass | 8′    |
| Super Octava Bass  | 4′    |
| Posaun Bass        | 16′   |
| Trompet Bass       | 8′    |

Effektregister:
- Gwiazdy (Zimbelstern)
- Vox companorum (Glockenspiel g0–d3)
- Bebny (Trommel)
- Kalkant

Ventile:
- Ventil ad Clavituram Primam
- Ventil ad Clavituram secundam
- Ventil Pedall

Technische Daten:
- Kammerton a1=465 Hz
- Stimmung: Neidhardt modifiziert, 1732 („für das Dorf“)

## Replik
Seit 2000 war die Firma Göteborg Organ Art Center (GOArt) mit dem Bau einer originalgetreuen Kopie der Vilniuser Orgel beschäftigt. Nach umfangreichen Dokumentationen wurde mit Unterstützung eines Beraterteams von Fachleuten ab 2004 mit dem Bau begonnen. 2008 wurde die Orgel in der Christ Church in Rochester eingeweiht.
Das Register Vox humana 8′ wurde nach historischen Vorbildern rekonstruiert, wie in Vilnius, Dulcian 16′ wurde als einziges neu hinzugefügt.
Die Disposition lautet:
| I Hauptwerk C–c3 |        |
| Borduna          | 16′    |
| Principal        | 8′     |
| Hohlflaut        | 8′     |
| Quintathon       | 8′     |
| Flaut Travers    | 4′     |
| Octava Principal | 4′     |
| Qvinta           | 3′     |
| Super Octava     | 2′     |
| Flasch Flöt      | 2′     |
| Tertia           | 1 3⁄5′ |
| Mixtura IV–V     |        |
| Trompet          | 8′     |

| II Pozytyff C–c3 |               |
| Iula             | 8′            |
| Principal Amalel | 8′            |
| Unda Maris       | 8′            |
| Flaut Major      | 8′            |
| Principal        | 4′            |
| Spiel Flöt       | 4′            |
| Flaut Minor      | 4′            |
| Octava           | 2′            |
| Wald Flöt        | 2′            |
| Mixtura III–IV   |               |
| Dulcian          | 16′ (ergänzt) |
| Vox Humana       | 8′            |

| Pedall C–c1        |     |
| Principal Bass     | 16′ |
| Violon Bass        | 16′ |
| Octava Bass        | 8′  |
| Flaut & Quint Bass | 8′  |
| Full Bass          | 8′  |
| Super Octava Bass  | 4′  |
| Posaun Bass        | 16′ |
| Trompet Bass       | 8′  |

- Koppeln: II/I, I/P (ergänzt)

Weitere Register:
- zwei Tremolo
- Gwiazdy (Zimbelstern)
- Vox Campanorum (Glockenspiel g0-d3)
- Bebny (Trommel)
- Calcant

Technische Daten:
- Kammerton a1=465 Hz
- Stimmung: Neidhardt modifiziert, 1732 („für das Dorf“)